# Dvojno obrazovanje
Dvojno ili dualno obrazovanje sustav je stručnog osposobljavanja ili osobitog naukovanja pri kojem su učenici od početka školovanja zaposleni u tvrtkama. Osposobljavanje se odvija manjim dijelom u strukovnoj školi ili obrazovnoj ustanovi, a većim dijelom u tvrtki kod poslodavca koji je to pravo stekao prethodnim licenciranjem tijela s javnim ovlastima i u kojima se usvajaju praktična znanja. Obilježavaju ga procesi učenja koji se protežu u različitim lokacijama učenja. Osoba koja se bavi dualnim usavršavanjem naziva se pripravnikom. Dvojno obrazovanje traje od jedne do pet godina, a ovisi o vrsti obrazovnog programa.
Preduvjet za stručno osposobljavanje u dvojnom sustavu je ugovor o stručnom osposobljavanju. Strukovna škola koju će pohađati ovisi o lokaciji ili područnoj pripadnosti tvrtke. Većina praktičnog dijela obuke prepuštena je polaznicima u tvrtki, teorijski dio uglavnom preuzima strukovna škola. 
Program dvojnog obrazovanja najrašireniji je u zemljama njemačkog govornog područja. U specifičnim inačicama postoji i u drugim zapadnoeuropskim zemljama poput Danske i Nizozemske. 

## Vanjske poveznice
- Strukovno obrazovanje u RH  Arhivirana inačica izvorne stranice od 30. prosinca 2019. (Wayback Machine), Capacity for Apprenticeship
- Dualni sustav obrazovanja  Arhivirana inačica izvorne stranice od 17. veljače 2021. (Wayback Machine), Njemačko-hrvatska industrijska i trgovinska komora
- Nikola Buković: Dualno obrazovanje u Hrvatskoj - uvod, radnickaprava.org